# Llista de monuments de Cànoves i Samalús
Llista de monuments de Cànoves i Samalús inclosos en l'Inventari del Patrimoni Arquitectònic Català per al municipi de Cànoves i Samalús (Vallès Oriental). Inclou els inscrits en el Registre de Béns Culturals d'Interès Nacional (BCIN) amb la classificació de monuments històrics i els Béns Culturals d'Interès Local (BCIL) de caràcter arquitectònic.
| Monument                                       | Protecció   | Estil/època                                             | Localització                                                  | Coordenades                                          | Codi?         | Imatge |
| ---------------------------------------------- | ----------- | ------------------------------------------------------- | ------------------------------------------------------------- | ---------------------------------------------------- | ------------- | --- |
| Castell de Cànoves                             | BCIN 616-MH | XII                                                     | Cànoves i Samalús                                             | 41° 41′ 57″ N, 2° 21′ 14″ E / 41.699210°N,2.353935°E | RI-51-0005233 | Castell de Cànoves (Cànoves i Samalús) · Vegeu més fotos d'aquest monument · Carregueu una nova foto d'aquest monument                  |
| Castell de Samalús, o Can Bori                 | BCIN 617-MH | Historicisme XVI, XX                                    | Cànoves i Samalús                                             | 41° 41′ 28″ N, 2° 18′ 51″ E / 41.691201°N,2.314038°E | RI-51-0005234 | Castell de Samalús (Cànoves i Samalús) · Vegeu més fotos d'aquest monument · Carregueu una nova foto d'aquest monument                  |
| Església parroquial de Sant Muç                | BCIL 2011   | Romànic, Gòtic XII-XIII, XVI, XVII-XVIII                | Cànoves i Samalús Pl. de Sant Muç, 2, Cànoves                 | 41° 41′ 36″ N, 2° 21′ 17″ E / 41.6933°N,2.35473°E    | IPA-28519     | Església parroquial de Sant Muç (Cànoves i Samalús) · Vegeu més fotos d'aquest monument · Carregueu una nova foto d'aquest monument     |
| Can Congost                                    |             | Obra popular, gòtic XVI                                 | Cànoves i Samalús Camí de Vallformís, a 1 km                  | 41° 42′ 11″ N, 2° 21′ 00″ E / 41.70318°N,2.35011°E   | IPA-28520     | Can Congost (Cànoves i Samalús) · Vegeu més fotos d'aquest monument · Carregueu una nova foto d'aquest monument                         |
| Can Cuc de la Muntanya                         | BCIL 2011   | Obra popular XVIII                                      | Cànoves i Samalús Prop de l'ermita de Sant Salvador           | 41° 43′ 30″ N, 2° 20′ 55″ E / 41.72489°N,2.3487°E    | IPA-28521     | Can Cuc de la Muntanya (Cànoves i Samalús) · Vegeu més fotos d'aquest monument · Carregueu una nova foto d'aquest monument              |
| Can Quintana                                   |             | Obra popular XVI-XVII                                   | Cànoves i Samalús Prop de l'ermita de Sant Salvador           | 41° 43′ 19″ N, 2° 21′ 11″ E / 41.72198°N,2.35302°E   | IPA-28522     | Can Quintana (Cànoves i Samalús) · Vegeu més fotos d'aquest monument · Carregueu una nova foto d'aquest monument                        |
| Can Ribes                                      |             | Obra popular XVI                                        | Cànoves i Samalús Ctra. de Sant Llorenç, km 41,6              | 41° 41′ 10″ N, 2° 21′ 22″ E / 41.68606°N,2.35601°E   | IPA-28523     | Can Ribes (Cànoves i Samalús) · Vegeu més fotos d'aquest monument · Carregueu una nova foto d'aquest monument                           |
| Molí de Can Ribes                              | BCIL 2011   | Obra popular, gòtic XVI                                 | Cànoves i Samalús Ctra. de Sant Llorenç, km 41,6              | 41° 41′ 09″ N, 2° 21′ 23″ E / 41.68595°N,2.35649°E   | IPA-28524     | Molí de Can Ribes (Cànoves i Samalús) · Vegeu més fotos d'aquest monument · Carregueu una nova foto d'aquest monument                   |
| Ermita de Sant Salvador de Terrades            | BCIL 2011   | Historicisme Josep Maria Pericas i Morros XX            | Cànoves i Samalús Sector nord del terme, prop de Can Quintana | 41° 43′ 19″ N, 2° 21′ 06″ E / 41.72198°N,2.35158°E   | IPA-28525     | Ermita de Sant Salvador de Terrades (Cànoves i Samalús) · Vegeu més fotos d'aquest monument · Carregueu una nova foto d'aquest monument |
| El Villar                                      |             | Obra popular XVII-XVIII                                 | Cànoves i Samalús                                             | 41° 43′ 20″ N, 2° 19′ 58″ E / 41.72211°N,2.33271°E   | IPA-28526     | Carregueu una nova foto d'aquest monument                                                                                               |
| Can Volart                                     | BCIL 2011   | Obra popular XVII-XVIII                                 | Cànoves i Samalús                                             | 41° 42′ 10″ N, 2° 21′ 48″ E / 41.70288°N,2.3634°E    | IPA-28527     | Can Volard (Cànoves i Samalús) · Vegeu més fotos d'aquest monument · Carregueu una nova foto d'aquest monument                          |
| Can Bot i ermita de la Mare de Déu del Carme   | BCIL 2011   | Obra popular, neoclassicisme XVIII                      | Cànoves i Samalús Ctra. de Llinars, km 38,3, Samalús          | 41° 41′ 35″ N, 2° 20′ 04″ E / 41.69292°N,2.33438°E   | IPA-28530     | Can Bot (Cànoves i Samalús) · Vegeu més fotos d'aquest monument · Carregueu una nova foto d'aquest monument                             |
| Antigues Escoles de Samalús, Escoles Públiques | BCIL 2011   | Noucentisme Joaquim Raspall XX                          | Cànoves i Samalús Ctra. de Llinars, km 37, Samalús            | 41° 41′ 21″ N, 2° 19′ 19″ E / 41.68904°N,2.32188°E   | IPA-28532     | Antigues Escoles de Samalús (Cànoves i Samalús) · Vegeu més fotos d'aquest monument · Carregueu una nova foto d'aquest monument         |
| Can Flaqué                                     | BCIL 2011   | Obra popular, modernisme Manuel Joaquim Raspall XIX, XX | Cànoves i Samalús Ctra. de Llinars, km 37,5, Samalús          | 41° 41′ 33″ N, 2° 19′ 27″ E / 41.6925°N,2.32413°E    | IPA-28533     | Can Flaqué (Cànoves i Samalús) · Vegeu més fotos d'aquest monument · Carregueu una nova foto d'aquest monument                          |
| Can Julià                                      | BCIL 2011   | Obra popular XVI                                        | Cànoves i Samalús Ctra. de Llinars, km 36,8, Samalús          | 41° 41′ 22″ N, 2° 19′ 03″ E / 41.68946°N,2.31748°E   | IPA-28535     | Can Julià (Cànoves i Samalús) · Vegeu més fotos d'aquest monument · Carregueu una nova foto d'aquest monument                           |
| Can Santa Eugènia i capella                    | BCIL 2011   | Obra popular XVI                                        | Cànoves i Samalús Prop de la ctra. BP-5107, Samalús           | 41° 41′ 23″ N, 2° 19′ 16″ E / 41.68964°N,2.32119°E   | IPA-28536     | Can Santa Eugènia i capella (Cànoves i Samalús) · Vegeu més fotos d'aquest monument · Carregueu una nova foto d'aquest monument         |
| Església de Sant Andreu de Samalús             | BCIL 2011   | Romànic XI, XVI-XVII                                    | Cànoves i Samalús Pl. de l'Església, Samalús                  | 41° 41′ 20″ N, 2° 18′ 48″ E / 41.688817°N,2.313242°E | IPA-28537     | Església de Sant Andreu de Samalús (Cànoves i Samalús) · Vegeu més fotos d'aquest monument · Carregueu una nova foto d'aquest monument  |
| Santuari de la Verge de la Salut               |             | Historicisme XX                                         | Cànoves i Samalús Prop de l'Església parroquial, Samalús      | 41° 41′ 20″ N, 2° 18′ 50″ E / 41.68892°N,2.314°E     | IPA-28538     | Santuari de la Verge de la Salut (Cànoves i Samalús) · Vegeu més fotos d'aquest monument · Carregueu una nova foto d'aquest monument    |
| Rectoria de Cànoves                            | BCIL 2011   | Obra popular XVI-XIX                                    | Cànoves i Samalús Camp de la Rectoria                         | 41° 41′ 37″ N, 2° 21′ 12″ E / 41.69373°N,2.35346°E   | IPA-33296     | Carregueu una nova foto d'aquest monument                                                                                               |
| Can Casademunt, Ajuntament                     | BCIL 2011   | Obra popular XVIII-XIX                                  | Cànoves i Samalús C. del Rossinyol, 1                         | 41° 41′ 37″ N, 2° 21′ 12″ E / 41.69373°N,2.35346°E   | IPA-33297     | Carregueu una nova foto d'aquest monument                                                                                               |
| Pou de neu del Turó de Can Cuc                 |             | Obra popular                                            | Cànoves i Samalús                                             | 41° 44′ 43″ N, 2° 21′ 10″ E / 41.74525°N,2.35275°E   | IPA-33315     | Carregueu una nova foto d'aquest monument                                                                                               |
| Molí de l'Antic                                | BCIL 2011   | Obra popular XIX-XX                                     | Cànoves i Samalús                                             | 41° 41′ 58″ N, 2° 21′ 11″ E / 41.69939°N,2.35295°E   | IPA-41635     | Carregueu una nova foto d'aquest monument                                                                                               |
| Molí de Can Massagué                           |             | Obra popular XIX-XX                                     | Cànoves i Samalús                                             |                                                      | IPA-41636     | Carregueu una nova foto d'aquest monument                                                                                               |
| Rajoleria de la Servera                        |             | Obra popular XIX-XX                                     | Cànoves i Samalús                                             |                                                      | IPA-41637     | Carregueu una nova foto d'aquest monument                                                                                               |
| Can Mascaró                                    | BCIL 2011   | Obra popular XVI-XX                                     | Cànoves i Samalús Ctra. BP-5107                               | 41° 41′ 21″ N, 2° 19′ 06″ E / 41.68926°N,2.31829°E   | IPA-49320     | Carregueu una nova foto d'aquest monument                                                                                               |
| Pont sobre la riera de Cànoves                 | BCIL 2011   | Obra popular XX                                         | Cànoves i Samalús Ctra. BP-5107                               | 41° 41′ 08″ N, 2° 21′ 22″ E / 41.68568°N,2.35599°E   | IPA-49322     | Carregueu una nova foto d'aquest monument                                                                                               |
| Can Berenguer                                  | BCIL 2011   | Obra popular XVI                                        | Cànoves i Samalús Samalús, sota l'església de Sant Andreu     | 41° 41′ 19″ N, 2° 18′ 48″ E / 41.68864°N,2.31334°E   | IPA-49324     | Can Berenguer (Cànoves i Samalús) · Vegeu més fotos d'aquest monument · Carregueu una nova foto d'aquest monument                       |
| Can Parera                                     | BCIL 2011   | Obra popular XV-XX                                      | Cànoves i Samalús Ctra. BP-5107                               | 41° 41′ 31″ N, 2° 21′ 07″ E / 41.69208°N,2.35202°E   | IPA-49325     | Carregueu una nova foto d'aquest monument                                                                                               |
| Can Messeguer                                  | BCIL 2011   | Obra popular XVII-XX                                    | Cànoves i Samalús Ctra. BP-5107, Samalús                      | 41° 41′ 38″ N, 2° 20′ 09″ E / 41.69402°N,2.33591°E   | IPA-49326     | Carregueu una nova foto d'aquest monument                                                                                               |
| Ca l'Antich                                    | BCIL 2011   | Obra popular XVIII-XX                                   | Cànoves i Samalús Av. Josep Crous                             | 41° 41′ 36″ N, 2° 21′ 16″ E / 41.693423°N,2.354439°E | IPA-49327     | Carregueu una nova foto d'aquest monument                                                                                               |